# Elezioni generali in Cile del 1993
Le elezioni generali in Cile del 1993 si tennero l'11 dicembre per l'elezione del Presidente e dei membri del Parlamento (Camera dei deputati e Senato).

## Risultati

### Elezioni presidenziali
| Candidati               | Partiti                                                                          | Voti      | %     |
| ----------------------- | -------------------------------------------------------------------------------- | --------- | ----- |
| Eduardo Frei Ruiz-Tagle | Partito Democratico Cristiano del Cile Concertación: PDC - PS - PPD - PR         | 4 040 497 | 57,98 |
| Arturo Alessandri Besa  | Unione Democratica Indipendente Unione per il Progresso del Cile: UDI - RN - UCC | 1 701 324 | 24,41 |
| José Piñera             | Indipendente                                                                     | 430 950   | 6,18  |
| Manfred Max-Neef        | Indipendente                                                                     | 387 102   | 5,55  |
| Eugenio Pizarro         | Partito Comunista del Cile                                                       | 327 402   | 4,70  |
| Cristián Reitze Campos  | Partito Umanista Alleanza Umanista Verde: PH - I Verdi                           | 81 675    | 1,17  |
| Totale                  | Totale                                                                           | 6 968 950 | 100   |

### Elezioni parlamentari

#### Camera dei deputati
| Liste                                              | Voti      | %     | Seggi |
| -------------------------------------------------- | --------- | ----- | ----- |
| Partito Democratico Cristiano del Cile             | 1 827 373 | 27,12 | 37    |
| Partito Socialista del Cile                        | 803 719   | 11,93 | 15    |
| Partito per la Democrazia                          | 798 206   | 11,84 | 15    |
| Partito Radicale del Cile                          | 200 837   | 2,98  | 2     |
| Partito Socialdemocrazia Cilena                    | 53 377    | 0,79  | –     |
| Indipendenti                                       | 49 764    | 0,74  | –     |
| Totale Concertazione dei Partiti per la Democrazia | 3 733 276 | 55,40 | 70    |
| Rinnovamento Nazionale                             | 1 098 852 | 16,31 | 29    |
| Unione Democratica Indipendente                    | 816 104   | 12,11 | 15    |
| Unión de Centro Centro                             | 216 639   | 3,21  | 2     |
| Partido del Sur                                    | 13 422    | 0,20  | –     |
| Partito Nazionale                                  | 2 688     | 0,04  | –     |
| Indipendenti                                       | 324 084   | 4,81  | 4     |
| Totale Unione per il Progresso del Cile            | 2 471 789 | 36,68 | 50    |
| Partito Comunista del Cile                         | 336 034   | 4,99  | –     |
| Movimento d'Azione Popolare Unitaria               | 6 644     | 0,10  | –     |
| Indipendenti                                       | 87 817    | 1,30  | –     |
| Totale Alternativa Democratica di Sinistra         | 430 495   | 6,39  | –     |
| Alleanza Umanista Verde (PH - I Verdi)             | 67 733    | 1,01  | –     |
| Movimento Ecologista                               | 2 215     | 0,03  | –     |
| Indipendenti                                       | 26 247    | 0,39  | –     |
| Totale La Nuova Sinistra                           | 96 195    | 1,43  | –     |
| Indipendenti                                       | 7 104     | 0,11  | –     |
| Totale                                             | 6 738 859 | 100   | 120   |

#### Senato
Le elezioni ebbero luogo in sei regioni: Tarapacá (I, circoscrizione 1), Atacama (III, circoscrizione 3), Valparaíso (V, circoscrizioni 5 e 6), Maule (VII, circoscrizioni 10 e 11), Araucanía (IX, circoscrizioni 14 e 15); Aysén (XI, circoscrizione 18).
| Liste                                              | Voti      | %     | Seggi |
| -------------------------------------------------- | --------- | ----- | ----- |
| Partito Democratico Cristiano del Cile             | 378 987   | 20,22 | 4     |
| Partito per la Democrazia                          | 275 727   | 14,71 | 2     |
| Partito Socialista del Cile                        | 238 405   | 12,72 | 3     |
| Partito Radicale del Cile                          | 119 459   | 6,37  | –     |
| Indipendenti                                       | 27 253    | 1,45  | –     |
| Totale Concertazione dei Partiti per la Democrazia | 1 039 831 | 55,48 | 9     |
| Rinnovamento Nazionale                             | 279 580   | 14,92 | 5     |
| Unione Democratica Indipendente                    | 190 283   | 10,15 | 2     |
| Partido del Sur                                    | 52 509    | 2,80  | –     |
| Unión de Centro Centro                             | 46 455    | 2,48  | 1     |
| Indipendenti                                       | 130 587   | 6,97  | 1     |
| Totale Unione per il Progresso del Cile            | 699 414   | 37,32 | 9     |
| Partito Comunista del Cile                         | 65 073    | 3,47  | –     |
| Movimento d'Azione Popolare Unitaria               | 3 030     | 0,16  | –     |
| Indipendenti                                       | 13 278    | 0,71  | –     |
| Totale Alternativa Democratica di Sinistra         | 81 381    | 4,34  | –     |
| Alleanza Umanista Verde (PH - I Verdi)             | 8 528     | 0,46  | –     |
| Indipendenti                                       | 3 740     | 0,20  | –     |
| Totale La Nuova Sinistra                           | 12 268    | 0,65  | –     |
| Indipendenti                                       | 41 233    | 2,20  | –     |
| Totale                                             | 1 874 127 | 100   | 18    |

##### Riepilogo per regione
| Lista  | Tarapacá | Atacama | Valparaíso | Maule   | Araucanía | Aysén  | Totale    |
| ------ | -------- | ------- | ---------- | ------- | --------- | ------ | --------- |
| PDC    | 29.426   | –       | 116.515    | 124.177 | 97.389    | 11.480 | 378.987   |
| PPD    | 63.810   | –       | 113.568    | 42.592  | 55.757    | –      | 275.727   |
| PS     | –        | 32.442  | 117.699    | 82.259  | –         | 6.005  | 238.405   |
| PR     | –        | 29.023  | 57.253     | –       | 33.183    | –      | 119.459   |
| Ind.   | –        | –       | –          | –       | 27.253    | –      | 27.253    |
| Totale | 93.236   | 61.465  | 405.035    | 249.028 | 213.582   | 17.485 | 1.039.831 |
| RN     | 41.328   | 23.737  | 109.538    | –       | 96.780    | 8.197  | 279.580   |
| UDI    | 17.005   | 14.686  | 117.205    | 41.387  | –         | –      | 190.283   |
| SUR    | –        | –       | –          | –       | 52.509    | –      | 52.509    |
| UCC    | –        | –       | 18.038     | 28.417  | –         | –      | 46.455    |
| Ind.   | –        | –       | 8.463      | 103.567 | 7.013     | 11.544 | 130.587   |
| Totale | 58.333   | 38.423  | 253.244    | 173.371 | 156.302   | 19.741 | 699.414   |
| PC     | 6.567    | 5.390   | 30.321     | 11.747  | 9.395     | 1.653  | 65.073    |
| MAPU   | –        | –       | –          | –       | 3.030     | –      | 3.030     |
| Ind.   | –        | 4.339   | 8.939      | –       | –         | –      | 13.278    |
| Totale | 6.567    | 9.729   | 39.260     | 11.747  | 12.425    | 1.653  | 81.381    |
| AHV    | 2.220    | –       | 6.308      | –       | –         | –      | 8.528     |
| Ind.   | –        | –       | –          | –       | 3.740     | –      | 3.740     |
| Totale | 2.220    | –       | 6.308      | –       | 3.740     | –      | 12.268    |
| Ind.   | 1.435    | –       | 39.798     | –       | –         | –      | 41.233    |
| Totale | 161.791  | 109.617 | 743.645    | 434.146 | 386.049   | 38.879 | 1.874.127 |